# کونیکو یامامورا (سبا بابایی)
کونیکو یامامورا (۲۰ دی ۱۳۱۷ در ژاپن – ۱۰ تیر ۱۴۰۱ در ایران) فعال فرهنگی اصالتاً ژاپنی و مقیم ایران بود.

## زندگی‌نامه
کونیکو یامامورا پس از آشنایی و ازدواج با یک تاجر ایرانی اهل یزد، در بیست سالگی به ایران مهاجرت کرد و از آن زمان در ایران اقامت داشت. فرزند او محمد بابایی در جبهه جنگ ایران و عراق کشته شد و از آن پس کونیکو یامامورا را به عنوان «تنها مادر شهید ژاپنی» می‌شناسند.

## فعالیتهای فرهنگی
کونیکو یامامورا در ترجمه کتابهای فارسی به ژاپنی فعالیت می‌کرد و در ترجمه کارتونهای ژاپنی نیز با صدا و سیما همکاری داشت. او همچنین از فعالان موزه صلح تهران بود و چند سال به عنوان مادر موزه صلح در این موزه فعالیت داشت.

## کتاب مهاجر سرزمین آفتاب
در سال ۱۳۹۹ کتابی به نام مهاجر سرزمین آفتاب که زندگینامه و خاطرات کونیکو یامامورا را روایت می‌کند در ایران منتشر شد.

## مستند کونیکو یامامورا
مستندی به نام «کونیکو یامامورا» نیز دربارهٔ زندگی و فعالیتهای او از شبکه خبر پخش شده‌است.